# Frans Vinck
Frans Kaspar Huibrecht Vinck (Antuérpia, 14 de setembro de 1827 – Antuérpia, 17 de outubro de 1903) foi um pintor belga conhecido por suas pinturas históricas, de gênero, cenas orientalistas e retratos. Ele teve um estilo de vida ambulante, viajando e trabalhando em muitos países.

## Biografia
Frans Vinick nasceu na Antuérpia, na Bélgica. Filho do responsável pelas finanças de uma destilaria de gim, Vinick quando criança recebeu aulas de desenho do pintor Karel Schippers, que era noivo de uma de suas primas.[carece de fontes?]
Os pais de Vinick queriam que ele estudasse violino na academia Conservatory of Brussels, mas ele se inscreveu na Academia de Artes (Koninklijke Academie voor Schone Kunsten) na Antuérpia, onde recebeu aulas de Edward Dujardin e Jopsephus Laurentus Dyckmans.
Em 1846, Vinick estreou no Salão da Antuérpia com seu trabalho "Joseph com a esposa de Putifar". A pintura, em seguida, foi exibida na Filadélfia, nos Estados Unidos, onde se perdeu sem deixar rastros. Como resultado, o artista perdeu dinheiro de um possível comprador da obra.[carece de fontes?]
Vinick viajou com alguns amigos, que também eram pintores, para Paris, onde ele copiou os antigos mestres do Louvre. Após seu retorno a Antuérpia em 1852, ele participou do Prix de Roma, passando pela pré-seleção mas perdendo para Ferdinand Pauwels, o ganhador da competição.[carece de fontes?]
O chefe de seu pai se ofereceu para financiar a arte de Vinick para que ele pudesse acompanhar o vencedor Pauwels para a Itália. Tendo deixado Roma, ele voltou para Paris, onde conheceu Gustaf Wappers.[carece de fontes?]
Passados nove meses em Paris, Frans Vinick finalmente voltou para Roma. Lá, ele pintou uma obra chamada "As Consequências dos Sete Pecados da Humanidade". Após ter mandado o quadro para Antuérpia, Vinick foi recebido com sucesso e um prêmio do governo da Bélgica.
Em 1856, quando o pintor voltou para Antuérpia, ele recebeu um convite do artista Florent Mols-Brialmont para acompanhá-lo em uma viagem para o Oriente Médio. Vinick aceitou o convite e passou um ano viajando entre o Egito e a Palestina.[carece de fontes?]
Após ter se casado em 1859, Vinick se estabeleceu em Bruxelas e permaneceu lá até 1866. Falhando em atingir o sucesso na capital belga, ele retornou à sua cidade natal, onde Vinick foi incluído em um pequeno círculo de estudantes e assistentes de Henri Leys, que, na época, tinha atingido fama e conquistado reputação internacional. Sob a influência de Leys, Vinick começou a se concentrar mais em pinturas históricas do que em retratar imagens sacras.
Frans Vinick se tornou o professor da Academia de Artes da Bélgica e da Academia de Dendermonde. Em Dendermonde, Franz Courtens foi um de seus pupilos. Em janeiro de 1886, Vincent Van Gogh se matriculou na Academia da Antuérpia, onde teve problemas com diversos professores, sendo Vinick, o instrutor das aulas de desenho, um deles.
Na Antuérpia, além de ter realizado pinturas para a Catedral da cidade, Vinick obteve várias comissões oficiais, tais como decorações na sala principal da Câmara Municipal da Antuérpia, na Igreja de São Nicolau, na França, e na Earls Court, em Londres.[carece de fontes?]
Frans Vinick morreu no dia 3 de Outubro de 1903, em sua casa em Berchem.

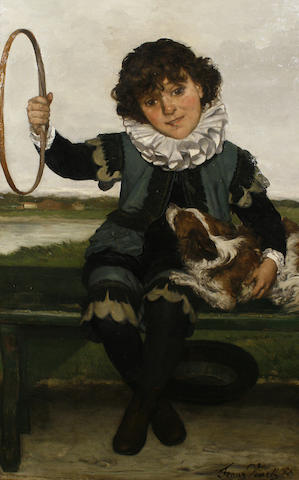
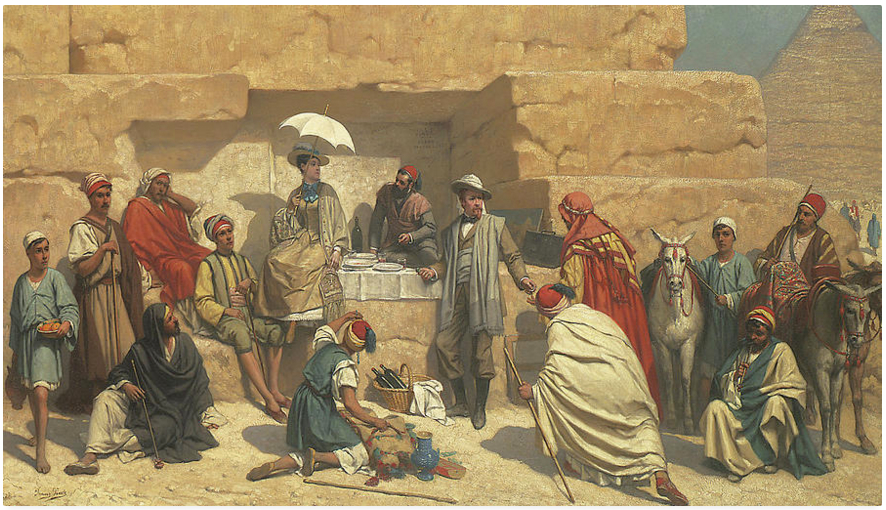
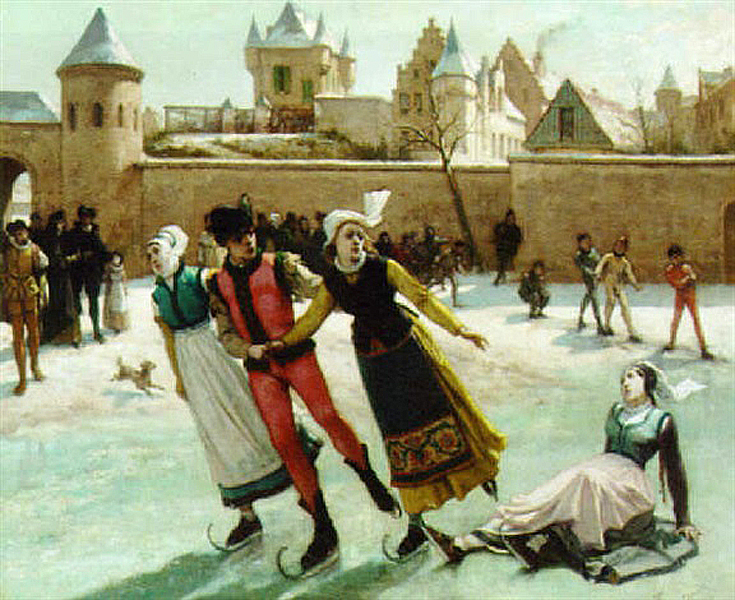
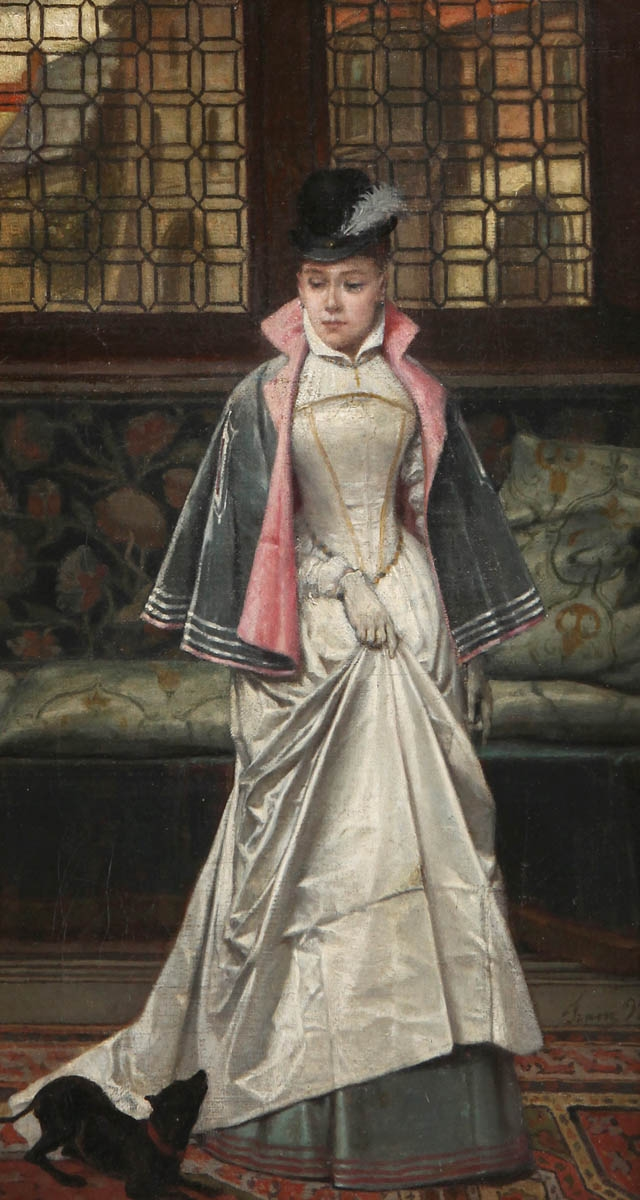